# Дубрівська загальноосвітня школа
Дубрівська загальноосвітня школа — навчальний заклад у селі Дубрівка, Баранівського району, Житомирської області.

## Шкільна бібліотека

### Історія
29 квітня 1958 році Дубрівська школа створила власну шкільну бібліотеку. Першою бібліотекаркою була Слободенюк Зіна Мартинівна, яка попрацювала тут наступні 17 років, до 1975 р. Найперші книги, які отримала бібліотека, були: «Звичайне життя» Вадима Миколайовича Собка, а також, «Перехресні стежки» Івана Яковича Франка.
У різні роки у бібліотеці також працювали справжні ентузіасти бібліотечної справи: 1975—1990 рр. — Лебіга Одарка Яківна і Шульга Галина Миколаївна з 1990—2013 рр. З 2014 р. бібліотекаркою працює Марчук Світлана Петрівна.
У бібліотеку приходять не тільки учні школи, але й жителі села. Дирекція школи та бібліотекарі постійно дбають про поповнення бібліотечного фонду.
Районний відділ освіти, бібліотечний колектор впродовж навчального року надсилає до шкільної бібліотеки нові книги для позакласного читання, художні та літературні твори, нові підручники. Найбільшу частину книг становлять шкільні підручники та художня література для учнів, але водночас, шкільна бібліотека дбає і про поповнення фонду навчально-методичною літературою.

### Фонди
Станом на 01.09.2017 книжковий фонд Дубрівської шкільної бібліотеки становить 21335 тис.
З них: 9640 тис. — підручники для учнів 1-11 класів, 11695 тис. — художньої літератури і сучасної літератури — 2700 тис. підручників.
2 травня 2012 р. Голова Верховної Ради України Литвин Володимир Михайлович, перебуваючи з робочою поїздкою на Житомирщині, подарував книги Дубрівській шкільній бібліотеці в рамках акції «Книга повертається в школу». А також, з власної бібліотеки, вручив книгу Леоніда Павленка «Квіт папороті».
У період з 2016—2017 рр. Дубрівська бібліотека отримала нові надходження підручників для учнів 1, 6, 7, 8, 9 класів.
У шкільній бібліотеці застосовують декілька видів розстановок бібліотечного фонду. Основний фонд представляють у систематично — алфавітному порядку, Журнали — у абетково-хронологічно-нумераційному, тобто за алфавітом назв, у середині назв за роками та номерами (випусками).
Крім цього, використовують елементи форматної розстановки для горизонтального збереження газет та альбомних видань
Література у бібліотеці розділяється на художню і науково — популярну (галузеву).
Працівники бібліотеки власноруч розробили книжкові стелажі, завдяки яким, кожна книга має своє місце на полиці, за різними напрямами літератури:
- українська література;
- зарубіжна література (польська, англійська, кубинська, іспанська мови та інші.);
- довідково-бібліографічний апарат;
- дореволюційна література;
- сучасна література;

Дубрівська шкільна бібліотека має найбільший довідково-бібліографічний апарат серед 38 шкільних бібліотек Баранівського району.
В регіоні обслуговування бібліотеки проживає 2180 жителів, 530 з них користуються послугами шкільної бібліотеки, серед яких 297 учнів Дубрівської школи.

### Робота з дітьми
В бібліотеці створено сучасний дитячий куточок, де є іграшки та розвиваючі ігри для дітей.
Щороку бібліотека бере активну участь у Всеукраїнській акції «Живи, книго!».
Беруть участь у Всеукраїнських конкурсах «Найкращий читач року», «Шкільна бібліотека», а також, тижні дитячого читання, які проводять у стінах власної школи.
Бібліотека допомагає реалізувати державну програму національної освіти і виховання дітей, вирішує це завдання своїми методами і засобами у загальному плані навчально-виховного процесу школи і разом з педагогічним колективом. Важливу роль відіграє в засвоєнні шкільної програми, організації навчальної діяльності та дозвілля дітей.